# Абедин бей
Абидин или Абедин бей (бег) е едър земевладелец от Костурско.

## Биография
Роден е в Костур. Занимава се със золуми и тормози българското население в Костурско. Затова Вътрешната македоно-одринска революционна организация взима решение за убийството му. Убит е през 1900 година при Стар чифлик между Апоскеп и Сетома. Властите първоначално отдават убийството на лични мотиви, но при Иванчовата афера предателят Иванчо Кичевеца разкрива, че е дело на български революционен комитет и последват множество арести.